# Sulfato de vanádio(III)

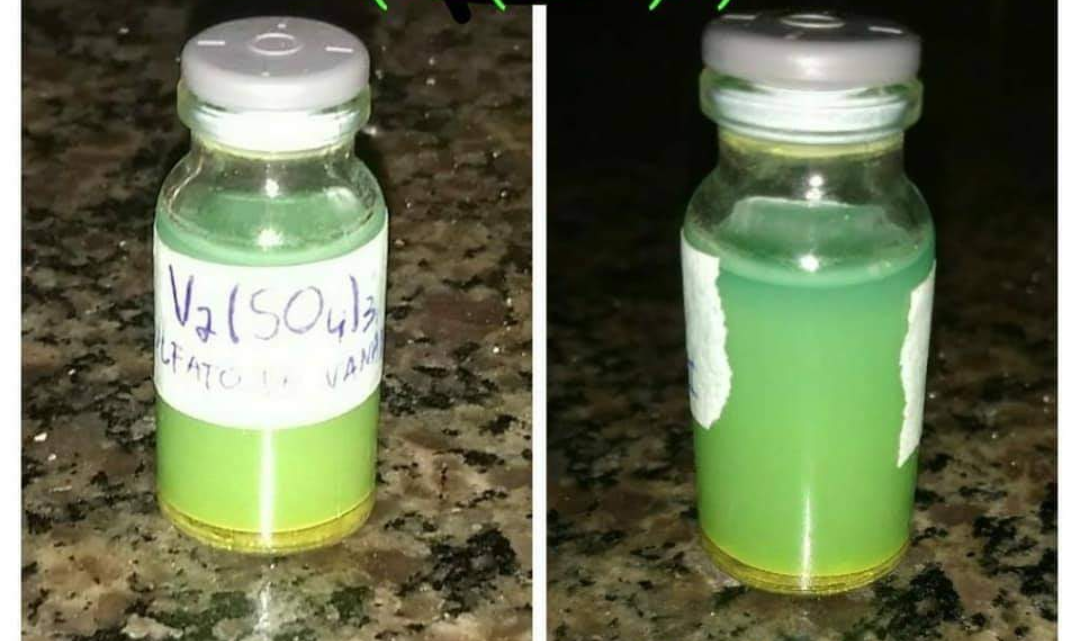
Uma amostra de solução saturada com corpo de fundo do sulfato de vanádio III, mostrando a cor amarelo-bege do composto sólido em contraste com o verde-claro da solução logo acima.

Sulfato de vanádio(III) é um composto inorgânico com fórmula V2(SO4)3. É um sólido salino de coloração amarelo pálido e que é estável em contato com o ar, em contraste com a maioria dos compostos de vanádio(III). Dissolve lentamente em água e fornece um complexo aquoso [V(H2O)6]3+ de coloração verde. 
O composto é obtido pela reação do V2O5 com o enxofre na forma elementar e ácido sulfúrico:
V2O5  +  S  +  3 H2SO4   →   V2(SO4)3  +  SO2  +  3 H2O